# Aleuroplatus evodiae
Aleuroplatus evodiae là một loài côn trùng cánh nửa trong họ Aleyrodidae, phân họ Aleyrodinae.
Aleuroplatus evodiae được Takahashi miêu tả khoa học đầu tiên năm 1960.